# Rodino (Region Altai)
Rodino (russisch Родино) ist ein großes Dorf und Verwaltungszentrum des gleichnamigen Rajons im Westen der russischen Region Altai mit 8597 Einwohnern (Stand 14. Oktober 2010).
Das Dorf in der Kulundasteppe liegt etwa 80 Kilometer von der Grenze zu Kasachstan entfernt und ist über die Fernstraße Pawlodar–Kulunda–Aleisk–Barnaul zu erreichen. Es liegt etwa 160 Meter über dem Meeresspiegel.
In der Umgebung Rodinos herrscht der Weizenanbau auf Schwarzerdeböden vor, die hier besonders im Mai starker Bodenerosion ausgesetzt sind. Hier endet der Kulunda-Magistralkanal.
Bevölkerungsentwicklung
| Jahr | Einwohner |
| ---- | --------- |
| 1939 | 6795      |
| 1959 | 7087      |
| 1970 | 6964      |
| 1979 | 7787      |
| 1989 | 8944      |
| 2002 | 9612      |
| 2010 | 8597      |

Anmerkung: Volkszählungsdaten